# 340-es évek
Évszázadok: 3. század – 4. század – 5. század
Évtizedek: 290-es évek – 300-as évek – 310-es évek – 320-as évek – 330-as évek – 340-es évek – 350-es évek – 360-as évek – 370-es évek – 380-as évek – 390-es évek
Évek: 340 341 342 343 344 345 346 347 348 349

## Események
- Wulfila hittérítő útja a gótok között.
- Frumentius püspök elterjeszti a kereszténységet az Akszúmi Királyságban.

## Híres személyek
- II. Constantinus római császár
- Flavius Iulius Constans római császár